# Blepharella ruficauda
Blepharella ruficauda là một loài ruồi trong họ Tachinidae.